# Helenków (rejon tarnopolski)
Helenków (ukr. Геленки) – wieś na Ukrainie w rejonie tarnopolskim należącym do obwodu tarnopolskiego.

## Historia
W II Rzeczypospolitej wieś w powiecie brzeżańskim województwa tarnopolskiego. W 1931 r. liczyła 826 osób, wśród których większość stanowili Polacy.
Miejsce zbrodni nacjonalistów ukraińskich na Polakach, podczas drugiej wojny światowej. Po wojnie Polacy osiedlili się we wsiach Pełcznica oraz Nowa Wieś Kącka na Dolnym Śląsku.
W latach 1943–1944 nacjonaliści ukraińscy z OUN-UPA zamordowali tutaj 11 Polaków.
W 1996 roku nazwę zmianiono z Helenków (Геленків) na Helenki (Геленки).